# Heterolocha varians
Heterolocha varians là một loài bướm đêm trong họ Geometridae.